# Diego Valeri
Diego Hernán Valeri (ur. 1 maja 1986 w Lanús) – argentyński piłkarz występujący na pozycji pomocnika. Zawodnik klubu Portland Timbers.

## Kariera klubowa
Valeri zawodową karierę rozpoczynał w 2003 roku w zespole Lanús z Primera División Argentina. W tych rozgrywkach zadebiutował 27 września 2003 roku w zremisowanym 1:1 pojedynku z Vélez Sársfield. 13 stycznia 2004 roku w wygranym 1:0 spotkaniu z Quilmes Atlético Club strzelił pierwszego gola w Primera División Argentina. W 2007 roku zdobył z zespołem mistrzostwo fazy Apertura.
W 2009 roku Valeri został wypożyczony do portugalskiego FC Porto. W Primeira Liga pierwszy mecz zaliczył 23 sierpnia 2009 roku przeciwko Nacionalowi (3:0). W 2010 roku zdobył z zespołem Puchar Portugalii.
W tym samym roku Lanús wypożyczył Valeriego do hiszpańskiego UD Almería. W hiszpańskiej Primera División zadebiutował 13 września 2010 roku w zremisowanym 2:2 pojedynku z Realem Sociedad. W Almeríi spędził pół roku. Na początku 2011 wrócił do Lanúsa.
W 2013 roku Valeri przeszedł do Portland Timbers.

## Kariera reprezentacyjna
W reprezentacji Argentyny Valeri zadebiutował 17 marca 2011 roku w wygranym 4:1 towarzyskim meczu z Wenezuelą.